# Distretto di Giżycko
Il distretto di Giżycko (in polacco powiat giżycki) è un distretto polacco appartenente al voivodato della Varmia-Masuria.

## Geografia antropica

### Suddivisioni amministrative
Il distretto comprende 6 comuni.
- Comuni urbani: Giżycko
- Comuni urbano-rurali: Ryn
- Comuni rurali: Giżycko, Kruklanki, Miłki, Wydminy